# Nadiya Didenko
Pour les articles homonymes, voir Didenko.
Nadiya Didenko, née le 7 mars 1986 à Ivano-Frankivsk est une skieuse acrobatique ukrainienne spécialisée dans le saut acrobatique. Participante à la Coupe du monde depuis 2005, elle obtient son premier podium à Bukovel (Ukraine) le 23 février 2013.

## Palmarès

### Jeux olympiques d'hiver
| Épreuve / Édition | Turin 2006 | Vancouver 2010 | Sotchi 2014    |
| Saut              | 20e        | 13e            | N'a pas débuté |

### Championnats du monde
- Elle compte cinq participations de 2005 à 2013
- Son meilleur résultat est une 9e place à Voss en 2013.

### Coupe du monde
- Meilleur classement général : 24e en 2013
- Meilleur classement en saut acrobatique : 7e en 2011 et 2013.
- 1 podium.